# Upplands runinskrifter 521
Upplands runinskrifter 521 är ett försvunnet vikingatida runstensfragment som funnits i Länna kyrka, Länna socken och Norrtälje kommun. Stenen har varit rikt ornamenterad. Dess mått är omkring 1,1 gånger 0,6 meter.

## Inskriften
Translitterering av runraden:
[... ...uastr × þaiʀ × litu × rausa · stain ... ...rfa]
Normalisering till runsvenska:
... [Sig]fastr(?) þæiʀ letu ræisa stæin ... ...
Översättning till nusvenska:
... [Sig]vast de läto resa stenen ...